# لاریس
لاریس (به انگلیسی: Lares) یک منطقهٔ مسکونی در ایالات متحده آمریکا است که در پورتوریکو واقع شده‌است. لاریس ۱۶۱٫۱۸ کیلومتر مربع مساحت و ۳۰٬۷۵۳ نفر جمعیت دارد.